# Distrito autónomo de los Buriatos de Ust-Ordá
El Distrito Autónomo buriato de Ust-Ordá (del ruso: Усть-Орды́нский Буря́тский автоно́мный о́круг) o Ust-Ordá Buriatia fue un sujeto federal de Rusia (un distrito autónomo del óblast de Irkutsk). Desde el 1 de enero de 2008 forma parte del óblast de Irkutsk. Tiene una superficie de 22.100 km² y 123.803 habitantes, según el censo ruso de 2012. Ust-Ordynsky, el centro administrativo del distrito autónomo, es la mayor ciudad con una población de 14.335 personas.

Distrito autónomo de Ust-Оrdá Buriatia

En el referéndum que tuvo lugar el 16 de abril de 2006, la mayoría de los residentes del óblast de Irkutsk y del distrito autónomo de Buriatos de Ust-Ordá votaron a favor de la unificación de las dos regiones. De acuerdo con la comisión electoral regional, el 68,92% de los residentes del óblast de Irkutsk y el 99,45% de los residentes del distrito autónomo de Buriatos de Ust-Ordá participaron en la votación, haciendo de ésta uno de los plebiscitos con mayor porcentaje de votantes desde las elecciones rusas del 2003. La unión fue aprobada por mayoría absoluta en ambas regiones. El nuevo estatus oficial del óblast de Irkutsk está en vigor desde el 1 de enero de 2008.

## Huso horario
Buriatos de Ust-Ordá está situado en el huso horario de Irkustk (IRKT/IRKST). El desfase UTC es de +0800 (IRKT) /+0900 (IRKST).

## Demografía
Grupos étnicos: 
De los 123,803 residentes 38 (el 0.02%) eligió no especificar su etnia de origen. Del resto, los residentes se identifican como pertenecientes a 74 grupos étnicos, incluyendo rusos (54,4%), buriatos (39,6%), tártaros (3%) y ucranianos (0,96%)
|          | Censo 1959     | Censo 1970     | Censo 1979     | Censo 1989     | Censo 2002     |
| -------- | -------------- | -------------- | -------------- | -------------- | -------------- |
| Buriatos | 44,850 (33.7%) | 48,302 (33.0%) | 45,436 (34.4%) | 49,298 (36.3%) | 53,649 (39.6%) |
| Rusos    | 75,099 (56.4%) | 86,020 (58.8%) | 76,731 (58.1%) | 76,827 (56.5%) | 73,646 (54.4%) |
| Otros    | 13,122 (9.9%)  | 12,090 (8.3%)  | 9,986 (7.6%)   | 9,745 (7.2%)   | 8,032 (5.9%)   |

Estadísticas Vitales (2005)
- Nacimientos: 1.968 (tasa de nacimientos 14,7)
- Muertes: 2.138 (tasa de defunciones 16,0)